# Nicki Sørensen
Nicki Sørensen (født 14. maj 1975 i Hillerød) er en tidligere professionel dansk cykelrytter. Han kørte for Tinkoff siden holdet blev oprettet i 2001.
Han har i karrierens løb deltaget både i Sommer-OL 2000,Sommer-OL 2004,[kilde mangler] Sommer-OL 2008,[kilde mangler] Giro d'Italia,[kilde mangler] Tour de France[kilde mangler] og Vuelta a España.[kilde mangler]
Det er derudover blevet til fire danske mesterskaber i linjeløb i 2003, 2008, 2010 og igen i 2011.[kilde mangler]
I 2005 vandt han en etape i Vuelta a España efter et hårdt arbejde.[kilde mangler]
Torsdag den 16. juli 2009 vandt Nicki Sørensen sin største bedrift, nemlig en sejr i Tour de France på 12. etape.[kilde mangler] Først kørte han alene op til en udbrydergruppe på 6 ryttere. Da der manglede 22 km af etapen rykkede Sørensen fri og det var kun franskmanden Sylvain Calzati der kunne følge danskeren. De 2 kørte alene i 17 km indtil de var ved at blive indhentet af forfølgerne. Da forspringet var under 10 sekunder og der manglede 5 km rykkede Nicki endnu engang. Denne gang kunne Calzati ikke følge med, og Nicki Sørensen kørte alene over målstregen 47 sekunder foran resten af udbrydergruppen.
Akkurat som på 12. etape af Tour de France 2009, stak Sørensen af fra udbryderne, og vandt en etape – denne gang var det 2. etape af Post Danmark Rundt 2009, som blev kørt den 30. juli 2009, og han overtog dermed førertrøjen, fra sin holdkammerat Matti Breschel. Det blev dermed hans første sejr nogensinde, i et Danmark-rundt cykelløb.
Den 22. juni 2015 indrømmede han at have brugt doping i sin professionelle karriere.
Han er oprindeligt fra Hillerød, men bor nu i den italienske by Lucca med sin kone Helle og to piger, Mia og Ida.